# Aechmea aguadocensis
Espèce
Classification phylogénétique
Aechmea aguadocensis est une espèce de plantes de la famille des Bromeliaceae, endémique du Brésil. L'espèce a été décrite en 2009.

## Description
L'espèce est épiphyte.